# Dead Creatures
Dead Creatures est un film britannique réalisé par Andrew Parkinson, sorti en 2001.

## Synopsis
Un homme entre deux âges ligote un jeune de la rue à une chaise et lui pose d'étranges questions en l'observant endurer le supplice du sevrage pharmaceutique. Une jeune femme se lacère le bras avec émotion, ajoutant de nouvelles plaies aux nombreuses croûtes et cicatrices qui couvrent déjà son corps. Un groupe de femmes s'entasse pour réconforter une amie, affligée d'une terrible maladie qui entraîne la putréfaction de sa chair. L'homme du début s'affaire maintenant à décapiter à la scie une victime assassinée. Un mal secret scelle la communauté de ces êtres malheureux, transformés en membres d'une nouvelle abomination de la sous-culture urbaine qui les lie par la misère et le désespoir. Contraints de tout abandonner de leur vie antérieure, ils se tapissent dans les taudis des ruelles. Désormais, leur subsistance dépend des autres - au sens fort du terme...

## Fiche technique
- Titre : Dead Creatures
- Réalisation : Andrew Parkinson
- Scénario : Andrew Parkinson
- Musique : Andrew Parkinson
- Photographie : Jason Shepherd
- Montage : Andrew Parkinson
- Direction artistique : Jennifer Clapcott
- Production : Andrew Parkinson et Jason Shepherd
- Société de production : Long Pig
- Budget : 141 000 dollars (107 000 euros)
- Pays d'origine :  Royaume-Uni
- Format : Couleurs - 1,77:1 - Dolby Digital - 35 mm
- Genre : Drame, horreur, thriller
- Durée : 90 minutes
- Dates de sortie : 25 août 2001, Canada ; 19 septembre 2006 France

## Distribution
- Beverley Wilson : Jo
- Antonia Beamish : Ann
- Brendan Gregory : Reece
- Anna Swift : Sian
- Bart Ruspoli : Christian
- Fiona Carr : Zoe
- Eva Fontaine : Fran
- Sam Cocking : un jeune zombie
- Lindsay Clarke : Ali
- Hilary Sesta : grand-mère Penny
- Hannah Storey : l'amie de Sian
- Samuel Kindred : Mike

## Autour du film
- Le tournage s'est déroulé au Royaume-Uni.
- Le film fait suite à Moi, zombie : chronique de la douleur (1998), du même réalisateur[1].
- Brendan Gregory et Bart Ruspoli retourneront par la suite sous la direction du cinéaste dans Venus Drowning (2005).

## Distinctions
- Nomination au prix du meilleur film, lors du Festival international du film de Catalogne en 2001.
- Nomination au prix du meilleur film, lors du festival Fantasporto en 2002.